# Ida de Tosny
Ida de Tosny, condesa de Norfolk (fallecida después de 1181), fue una noble normanda. Bautizada con el nombre de su abuela Ida de Hainaut, era hija de Ralph IV de Tosny (m. 1162) y su esposa Margaret (nacida c. 1125, aún viva en 1185), que era hija de Robert de Beaumont, conde de Leicester . 

## Relación con el rey Enrique II
Ida de Tosny fue pupila real y amante de Enrique II de Inglaterra, con quien tuvo a Guillermo Longespée, ( c. 1176 - 7 de marzo de 1226) hijo ilegítimo del rey, como lo demuestra una carta de Guillermo en que es mencionada como "Comitissa Ida, mater mea" (Condesa Ida, mi madre).  Ida no fue la primera pupila real en ser tomada como amante. Ya unos años antes, Isabel de Beaumont (Elizabeth de Beaumont), pupila del rey Enrique I había sido amante de uno de los hijos del rey.

## Casamiento
En las navidades de 1181, Ida de Tosny fue entregada en matrimonio por Enrique II a Roger Bigod, conde de Norfolk, junto con los señoríos de Acle, Halvergate y South Walsham, que habían sido confiscados a la familia de Roger tras de la muerte de su padre Hugh Bigod, primer conde de Norfolk .  Ida y Roger tuvieron varios hijos, entre ellos:
- Hugh Bigod, III conde de Norfolk, que se casó en 1206 o 1207 con Maud Marshal, hija de William Marshal.
- William Bigod
- Roger Bigod
- Juan Bigod
- Ralph Bigod
- Mary Bigod, esposa de Ralph Fitz Robert
- Margery Bigod, esposa de William de Hastings
- Ida Bigod

Muchos historiadores han especulado que la pareja tuvo otra hija, Alice, segunda esposa de Aubrey de Vere, segundo conde de Oxford.